# Karatsu Kunchi

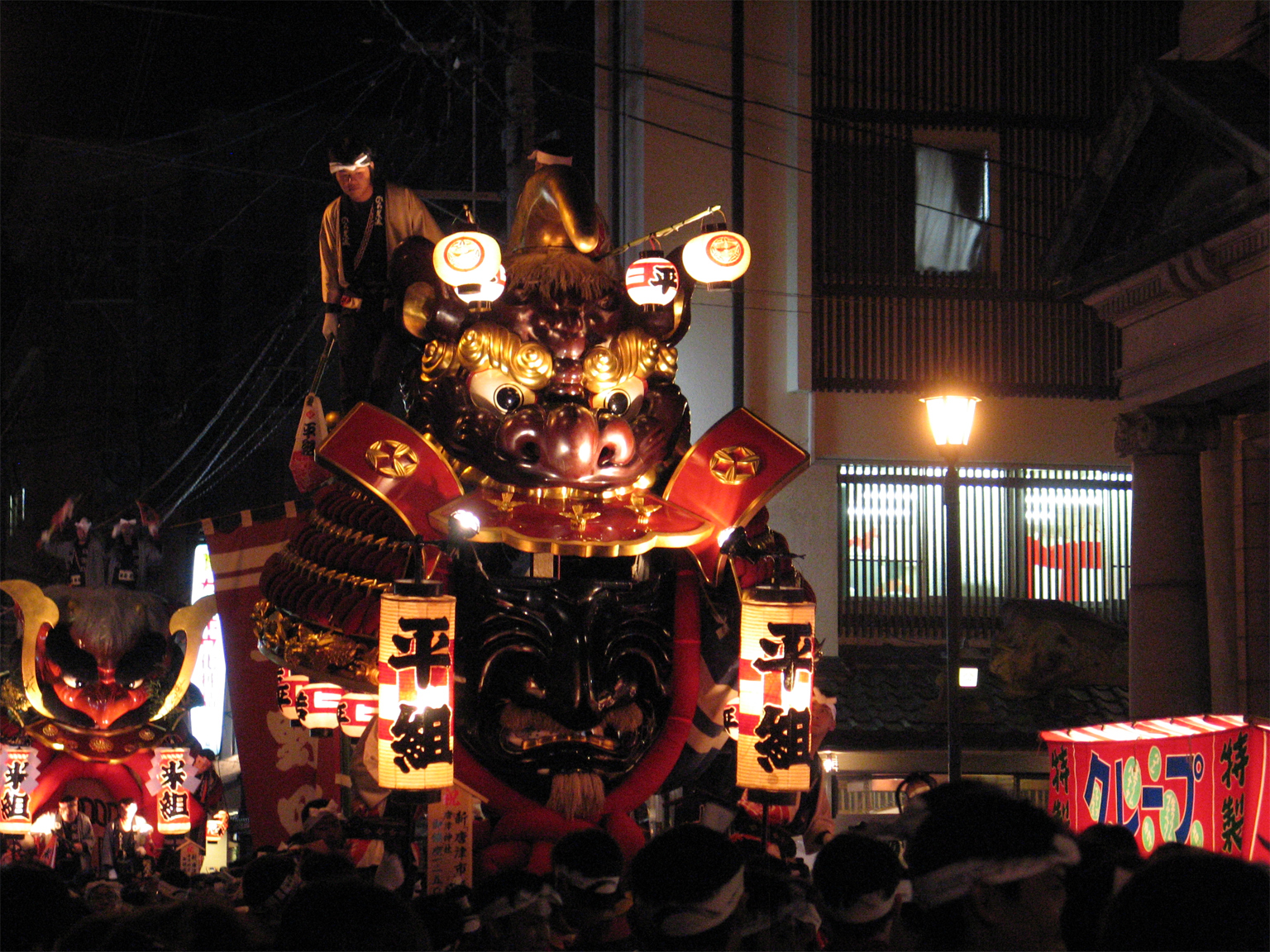
Parade durch die Straßen am Eröffnungsabend

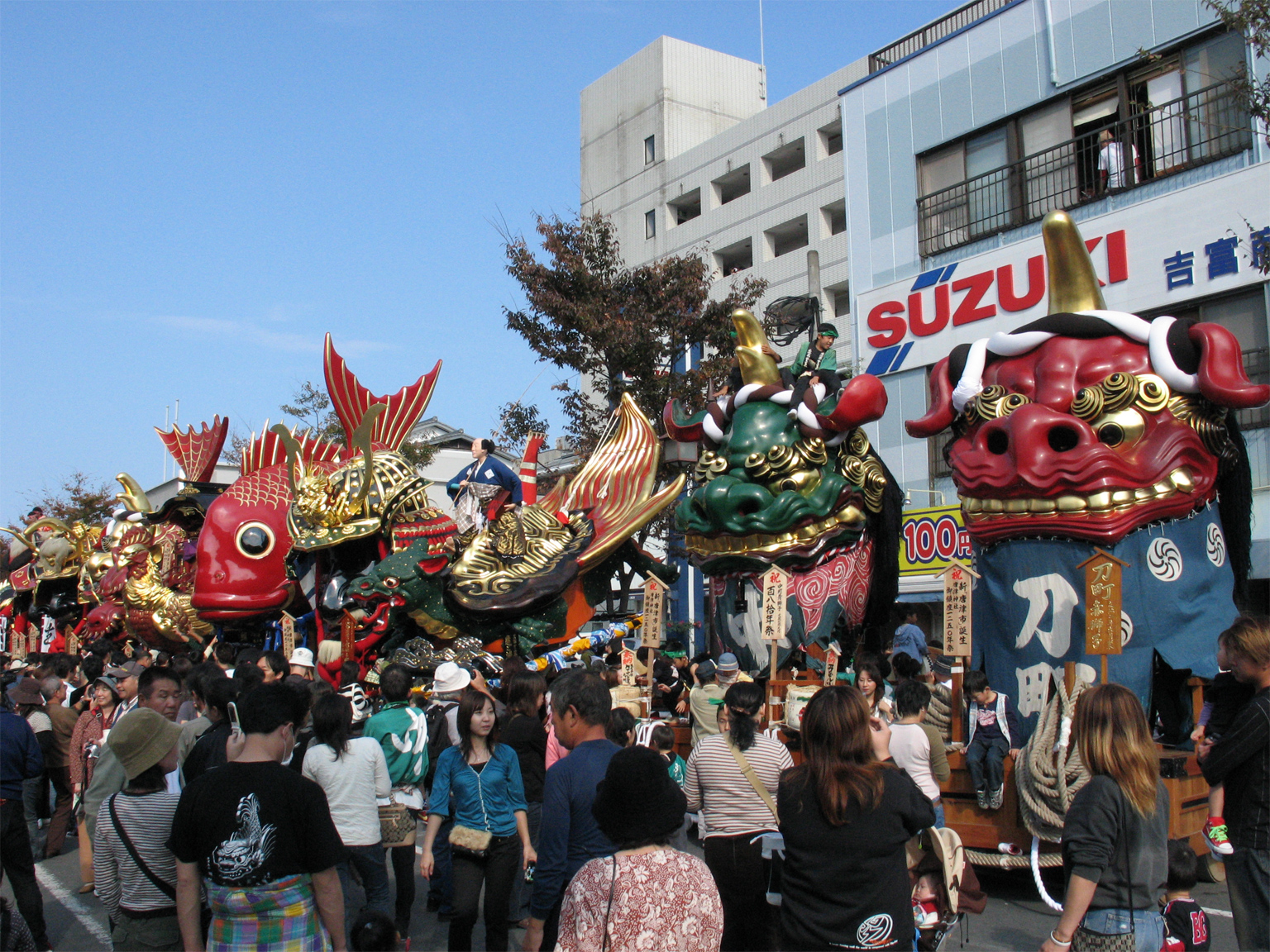
Hikiyama

Karatsu Kunchi (jap. 唐津くんち; kunchi bezeichnet ein Fest, das am 9. Tag des 9. Monats gefeiert wird) ist ein japanisches Fest, das jährlich in der Stadt Karatsu, Präfektur Saga auf der Insel Kyūshū stattfindet. Das Fest beginnt am Abend des 2. November und dauert bis zum 4. November. Es ist gekennzeichnet durch tägliche Paraden von vierzehn hikiyama genannten massiven Flößen in Form von Samuraihelmen (Kabuto), Meerbrassen, Drachen und anderen fantastischen Geschöpfen, hergestellt aus Holz, Lack und anderen Materialien. Das dreitägige Fest mit 150.000 bis 500.000 Besuchern ist das größte Ereignis der Region.